# Impatiens longipes
Impatiens longipes är en balsaminväxtart som beskrevs av Joseph Dalton Hooker och Thoms. Impatiens longipes ingår i släktet balsaminer, och familjen balsaminväxter. Inga underarter finns listade i Catalogue of Life.